# Solatopupa
Solatopupa es un género de molusco gasterópodo de la familia Chondrinidae en el orden de los Stylommatophora.

## Especies
Las especies de este género son:
- Solatopupa cianensis (Caziot, 1910)
- Solatopupa guidoni (Caziot, 1903)
- Solatopupa juliana (Issel, 1866)
- Solatopupa pallida (Rossmässler, 1842)
- Solatopupa psarolena (Bourguignat, 1859)
- Solatopupa similis (Bruguière, 1792)